# Ri Sol-ju
Dans ce nom coréen, le nom de famille, Ri, précède le nom personnel.
Ri Sol-ju (en chosŏn'gŭl : 리설주 ; hanja : 李雪主 ; McCune-Reischauer : Ri Sŏl-ju ; romanisation révisée : Ri Seol-ju ; parfois retranscrit Lee Seol-ju), née en 1989 à Ch'ŏngjin (Corée du Nord), est l'épouse du dirigeant suprême nord-coréen Kim Jong-un. Les médias officiels nord-coréens annoncent leur mariage le 25 juillet 2012, après l'apparition du couple en public au cours des semaines précédentes. Elle devient formellement Première dame de Corée du Nord le 15 avril 2018.

## Biographie

### Origines et études
Selon le service de renseignement sud-coréen, Ri Sol-ju serait née en 1989,. Elle serait la fille de parents originaires de la province du Hamgyong du Nord ; le père étant professeur d'université et la mère chef d’un service de gynécologie.
Elle étudie au collège 2 de Pyongyang avant de partir en Chine pour suivre des cours de chant. Elle aurait visité la Corée du Sud, en 2005, en tant que membre de l'équipe de pom-pom girls de Corée du Nord, dans le cadre des championnats d'Asie d'athlétisme,. Elle fait partie des 90 pom-pom girls qui chantent « Nous sommes un [seul et même pays] ! ». Ri Sol-ju aurait dit, à une enseignante sud-coréenne, pendant le voyage : « Nous voulons avoir des cours donnés par des enseignantes du Sud le plus vite possible, dès que la réunification aura eu lieu,. »
Selon le journal sud-coréen Chosun Ilbo, elle s'est produite devant Kim Jong-il et son fils lors d'un concert du nouvel an en 2010, lors duquel elle aurait attiré l'attention de ce dernier. Elle aurait ensuite suivi une formation de six mois pour se préparer à ses fonctions, au sein de l'université Kim Il-sung, établissement le plus prestigieux du pays.

### Épouse puis Première dame de Corée du Nord
En 2012, Ri Sol-ju fait plusieurs apparitions publiques aux côtés du dirigeant nord-coréen, Kim Jong-un, donnant lieu à différentes rumeurs sur son identité. Les services de renseignement sud-coréens l'ont dans un premier temps identifiée comme étant Hyon Song-wol, une ancienne chanteuse de Pochonbo Electronic Ensemble, un groupe de musique populaire en Corée du Nord,. Cependant, le 25 juillet 2012, les médias officiels nord-coréens annoncent qu'elle s'appelle Ri Sol-ju et qu'elle est l'épouse de Kim Jong-un,,. Sa première mention dans le cadre officiel du régime nord-coréen est un commentaire de la télévision d’État : « Alors que retentit l'hymne lui souhaitant la bienvenue, le maréchal Kim Jong-un est apparu avec son épouse, la camarade Ri Sol-ju ».
La BBC, citant un analyste du journal sud-coréen The Korea Times, a affirmé que Kim Jong-il, le père de Kim Jong-un, aurait arrangé le mariage de son fils à la hâte après avoir subi une attaque cérébrale en 2008. Selon le quotidien conservateur sud-coréen Dong-a Ilbo, le mariage a eu lieu en 2009 et Ri Sol-ju aurait donné naissance à un fils en 2010,. Elle accompagne dès lors son époux dans l'essentiel de ses déplacements et visites officielles : visites d’écoles, réunions du parti ou célébrations militaires.

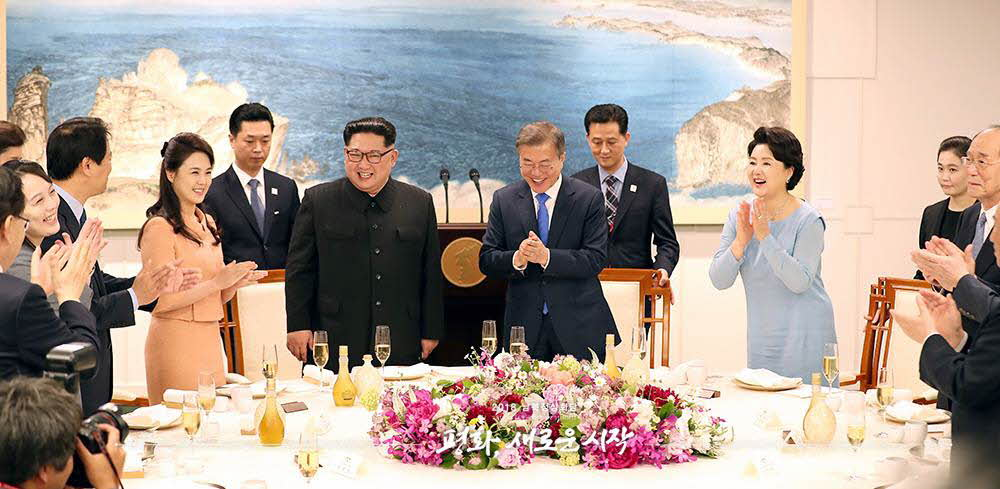
Ri Sol-ju, son mari Kim Jong-un et leurs homologues sud-coréens Moon Jae-in et Kim Jung-sook lors d'un repas durant le sommet inter-coréen d'avril 2018.

En 2012, à un concert de gala réservé à l'élite du régime, elle apparaît vêtue d'« un tailleur noir de style Chanel », ce qui est peu courant dans la société nord-coréenne, où les femmes apparaissent le plus souvent dans des robes flottantes ou dans des vêtements de « style Mao ». Le mariage de Kim Jong-un, ainsi que d'autres changements — tels que le renvoi du vice-maréchal Ri Yong-ho —, est considéré par les analystes comme « faisant partie soit d'un changement de politique, soit d'une campagne de propagande, soit des deux »,.
Spécialiste de la Corée à l'université de Genève, Pauline Plagnat note : « Ri Sol-ju permet à son mari d'adoucir son image de dur sur le plan idéologique, de montrer qu'il est un homme moderne, ouvert sur le monde, qui a fait une partie de ses études en Suisse. Il n’est pas le clone de son père, austère et fermé. Dans le même temps, il s’inscrit dans le respect des valeurs familiales, très importantes en Corée ». Philippe Pons, correspondant du Monde dans la région, note que « Ri Sol-ju a un rôle plus important que celui de simple poupée. Elle participe directement à cette stratégie d’ouverture. Elle reflète aussi une certaine élite qui a accès à des produits de luxe, des 4×4, des BMW, des vêtements de marque, des cosmétiques, du whisky. À Pyongyang, une économie parallèle commence à fleurir, et des boutiques ouvrent pour cette clientèle. Dans les rues, on croise des élégantes, les cheveux colorés ou ondulés, alors que les Nord-Coréennes ont toujours été coiffées en chignon ».
En août 2013, elle est citée dans la presse internationale pour son éventuelle implication dans l’exécution de la chanteuse Hyon Song-wol ancienne petite-amie de son mari. La Corée du Nord a démenti ces allégations. D'autres sources affirment que l'exécution n'a jamais eu lieu, comme le montre par la suite la présence de Hyon Song-wol à la convention nationale des artistes nord-coréens, le 16 mai 2014.
Le 15 avril 2018, elle reçoit le titre de Première dame de la république populaire démocratique de Corée.